# ダビデの心臓
『ダビデの心臓』（ダビデのしんぞう）は、スズキヒサシによる日本のライトノベル。イラストは尾崎弘宜が担当している。電撃文庫（アスキー・メディアワークス）より2004年8月から刊行されている。2005年7月発売の3巻で第1部が完結となっている。	

## ストーリー
ダビデの息子ソロモンが最初の＜ダビデの心臓を持つ者＞となりソロモンの子孫はすべてダビデの心臓を持つ者となる。ソロモンの死後3千年の後、新たな巨大な力を持った一人の出現でダビデの心臓を持つ者が最後の一人になるまで終わらないソロモン紀が始まる。ダビデの心臓は心臓の持ち主同士にしか分からない芳しい桃のような飢餓感を齎す芳香を放つ。七日以内にダビデの心臓を食らわなければ人の心を失った悪魔に変化してしまう。

## 登場人物

### ダビデの心臓を持つ者
宮沢明日馬
主人公。他人の心臓を食うことに対して否定的な考えをしていて、ぎりぎりになるまでダビデの心臓を食べようとはしない、食うときも悪魔化しかけていて激しい飢えに襲われているにもかかわらず心臓に手を付けるときに涙を流すなどの常識的な考えを崩していないのにソロモン紀が来てからも悪魔にならないままに何週間も生き残った数少ない人物。3巻の最後で死亡。ヤッキンのシャーロックから、時系列でいうと未刊行の第2章＿4巻London/Sacrificeの時点で目覚めるとの予言を受けていた。
千鳥
明日馬と導く者が同じ。最初は、他のダビデの心臓を持つ者に襲われていたところを明日馬に助けられ、他のダビデの心臓を持つ者よりは安心していいだろうと明日馬と手を組んでいたが徐々に気を許すようになる。1巻で死亡。
虎徹
千鳥の弟。十歳以下なので導くものがいない。1巻で死亡。
千尋
明日馬と導く者が同じ。父親に虐待されたことが原因で右足が不自由だが父親の事を怨んではおらず、懇願されてとはいえ父親を殺した事を悔やんでいる。最初は紫微に属していたが紫微がダビデの心臓を持つ者を人工的に悪魔に変えていたことを知り、途中で抜ける。4巻HongKong/PigeonBloodに登場予定。
若狭
明日馬の同級生。
宮沢笙子
明日馬の姉。他人の心臓を食うことに対して肯定的な考えをして、父親がソロモン期についていくら説明をしても理解しないのですぐに他のダビデの心臓を持つ者に殺されるだろうと判断して殺した為、その事で明日馬に怨まれている。
宮沢奈緒
明日馬の妹。ソロモン紀が始まってすぐに殺された。
筒山
紫微のリーダー。紫微のメンバーに気付かれないようにしながら、ダビデの心臓を持つ者を捕まえて7日間出られないように閉じ込めて悪魔を作り出して悪魔に発信機を仕掛けて追いかけさせている。
黄一
紫微の一員。紫微の中で唯一筒山の方針に口出しする事ができる人物。筒山が紫微のメンバーに気付かれないようにしながらダビデの心臓を持つ者を人工的に悪魔に変えていることを知っていながら協力している。
堂島
ユーノの一員。他人の心臓を食うことに対して肯定的な考えをして、他人の心臓を食うことに対して否定的な考えの明日馬の考え方はとても馬鹿げていると明言した。明日馬に苦手だと思われている。
拍木誉守他
ユーノの一員。独断専行が多く凶暴で明日馬の甘さを嘲る。ソロモン紀が始まった直後に恋人の詩生とZosに捕まって同じ部屋に六日間監禁された末の出来事が明日馬の理解できない深淵な闇を抱える要因。4巻HongKong/PigeonBloodに登場予定。
詩生
誉守他の恋人。いいところのお嬢さんで両親に誉守他を紹介する日にソロモン紀が始まる。
郡平
紫微に監禁されていた。紫微崩壊後明日馬、千尋と行動する。

### ヤッキンとボアズの子供
ミラ
ヤッキンの子供。明日馬と千鳥と千尋を導く者。
ナイト
ボアズの子供。ミラと対になる者。
アルフォンス
ヤッキンの子供。笙子を導く者。
シャーロック（間者）
高位のヤッキンの子供。未来を視る。
ファントム（怪人）
高位のヤッキンの子供。
ビショップ（僧侶）
高位のヤッキンの子供。
デューク（公爵）
間者・怪人・僧侶の3人より上の最高位。ヤッキンの直系＜ヤッキンの息子＞。

### その他
小野塚梅子
明日馬の同級生。1巻で死亡。
草難
Zosの一員。明日馬を殺した。

## 用語
ダビデの心臓
ソロモンの血を引く人間が持つ心臓。
悪魔
他人のダビデの心臓を7日間食べなかった人間のなれの果て。
D,s（ディーズ）
ダビデの心臓の持ち主の通称。
Zos
ダビデの心臓を持つ者を捕獲する公的機関。ダビデの心臓を持つ者を使って非合法な実験を繰り返している。
紫微
他のダビデの心臓を持つ者を殺さずにすむようにする事を目的とした組織。ダビデの心臓を持つ者を捕まえて7日間出られないようにして閉じ込めて悪魔を作り出してから、追いかけて殺している。
ユーノ
笙子が所属している組織。

### ダビデの心臓を持つ者と契約した刀
飛梅
明日馬と契約した刀。血を吸う事で強くなる。
平蜘蛛
群平と契約した刀。
菊水
千尋と契約した刀。幻覚を見せる力がある。

## 既刊一覧
- スズキヒサシ（著）・尾崎弘宜（イラスト）、アスキー・メディアワークス〈電撃文庫〉、既刊3巻（2005年7月10日現在）
  - 『ダビデの心臓』、2004年8月10日発売[1]、ISBN 4-8402-2761-6
  - 『ダビデの心臓2』、2004年11月10日発売[2]、ISBN 4-8402-2851-5
  - 『ダビデの心臓3』、2005年7月10日発売[3]、ISBN 4-8402-3086-2